# Orchestra Sinfonica di Bucarest
L'Orchestra Sinfonica di Bucarest è un'orchestra rumena con sede a Bucarest, fondata nel 2006 dall'Associazione Philson Young.

## Storia
La flessibilità nella scelta dei generi musicali è stata la pietra angolare dei progetti comuni che hanno coinvolto artisti rumeni eccezionali come Angela Gheorghiu, Sarah Brightman, Vassiliki Karayanni, Elena Moșuc, Tarja Turunen, Joanna Woss, tenors Teodor Ilincăi, Roxana Constantinescu, the conductors Jin Wang, Nicolae Moldoveanu, Alexandre Bloch, Tiberiu Soare, Conrad van Alphen, Jose Luis Gomez, David Handel, Benoit Fromanger, Nicholas Krauze, Timothy Henty, the violinists Sarah Chang, Daishin Kashimoto - first Concertmaster of the Berliner Philharmoniker, Erik Schumann, David Lefevre - first Concertmaster of Monte-Monte-Carlo Philharmonic, George Tudorache - London Symphony Concertmaster, Corina Belcea, Alexandru Tomescu, Gabriel Croitoru, the pianists Viniciu Moroianu, Răzvan Dragnea, Eduard Kunz, Alexander Schimpf and Pierre Reach, the cellists Claudio Bohorquez, Rodin Moldovan - solo cellist Leipzig MDR Orchester and world renowned artists such as: Edward Maya - producer/artist/dj, Bogdan Băcanu - marimba, Gheorghe Zamfir - pan flute,  Ovidiu Lipan "Țăndărică", Toto Cutugno.
Tra il 2006 e il 2012, l'Orchestra Sinfonica di Bucarest si è esibita in sale da concerto come l'Ateneo rumeno, il Teatro Nazionale di Bucarest, L'Opera Nazionale Rumena e la Sala Palatului.
La 14º edizione di Rencontres de Calenzana del 2012 ha voluto l'Orchestra invitata come ospite.
L'Orchestra Sinfonica di Bucarest ha lavorato con artisti di fama mondiale e (co) ha prodotto una grande serie di concerti crossover, Cine Concerts, ensemble concordato da Disney Warner Bros. Entertainment Inc., 20th Century Fox, LucasFilm e Warner Chappell musica per Star Wars, Frozen, Harry Potter e Disney in serie di concerti.
Dal 2018, L'Orchestra Sinfonica di Bucarest in collaborazione con L'Istituto Musicale di Bucarest (BMI) produce il Concorso Internazionale di direzione D'Orchestra a Bucarest e la prima edizione ha assegnato sette premi.
Rinomati festival nazionali e internazionali invitati BSO, come ad esempio: il Festival Internazionale ”George Enescu”, ”Clara Haskil” – Festival Internazionale di Sibiu, Bucarest Music Film Festival, “Dilema Veche” Festival, “Rencontres de Calenzana” – Corsica/Franța Festival.
Nel 2017 e 2018, L'Orchestra Sinfonica di Bucarest ha ricevuto un enorme riconoscimento da gruppi e dai loro fan, come: Nothing But Thieves, Bastille e HMLTD per aver organizzato ed eseguito cover della loro musica al Summer well Festival.
Sotto la direzione del direttore d'orchestra austriaco Jin Wang, L'Orchestra Sinfonica di Bucarest è stata invitata a eseguire 20 concerti del suo primo tour di concerti in Cina. BSO è la prima orchestra rumena che si è esibita dopo il 1990 a Shanghai, Nanchino, Ningbo, Suzhou, Wuxi, Changzhou e Hangzhou. Nel 2015, L'Orchestra Sinfonica di Bucarest è stata incaricata di un secondo grande tour in Cina consistente in 8 concerti di gala, tra cui Pechino e Harbin.
Nel 2018, L'Orchestra Sinfonica di Bucarest è stata invitata da per eseguire un concerto straordinario al Parlamento europeo, nella Yehudi Menuhin Hall.

## Discografia
L'archivio dell'orchestra comprende registrazioni audio:
- "Mel Bonis" - lavori orchestrali completi, pubblicato da Chant de Linos
- "Very Classic" - doppio CD firmato Marcel Pavel - Arie di opere, canzonette e miscellanea.
- "Beethoven - Il Titano" - live
- "Red Mansion Dream" - 2018, compositore Erqing Wang,  2h.20m

## Salut CULTURA!
L'Orchestra Sinfonica di Bucarest ha sviluppato concetti musicali originali e innovativi, uniti sotto il Salut CULTURA! stagione. La reputazione e il riconoscimento sono arrivati con l'impressionante serie di concerti ed eventi tenuti sia nelle sale da concerto tradizionali, all'aperto e in luoghi meno convenzionali. Bucarest Symphony Orchestra affronta una vasta gamma di repertorio, che vanno dalla musica classica alla musica da film, pop / rock e crossover. La missione Dell'Orchestra Sinfonica di Bucarest è promuovere l'eccellenza musicale e attirare i giovani nelle sale da concerto.

## Cronologia
- 14 dicembre 2010 - Orchestra Sinfonica di Bucarest si esibisce in All Stars Christmas Show.[2]
- Orchestra Sinfonica di Bucarest Recensioni e Foto da All Stars Christmas.[3]
- Orchestra Sinfonica di Bucarest con Smiley, Elena Gheorghe, Cristina Rus in All Stars Christmas Show.[4]
- 30 dicembre 2010 - Angela Gheorghiu viene celebrata dall'Orchestra Sinfonica di Bucarest nel suo Gala di Anniversario del 2010.[5]
- 29 marzo 2011 - Phoenix & Orchestra Sinfonica di Bucarest si esibiscono all'Opera.[6]
- 18/19 agosto 2012 - Orchestra Sinfonica di Bucarest si esibisce a Calenzana.[7]